# Хаслер, Отмар
О́тмар Ха́слер (нем. Otmar Hasler, род. 28 сентября 1953 года, Вадуц, Лихтенштейн) — лихтенштейнский политический и государственный деятель. Премьер-министр Лихтенштейна с 5 апреля 2001 года по 25 марта 2009 года.
Лидер Прогрессивной гражданской партии, победившей на выборах в 2001 году, сменил на посту премьер-министра Марио Фрика. По итогам референдума, проведённого в 2003 году, власть премьер-министра была ограничена за счёт усиления полномочий князя Лихтенштейна. После парламентских выборов в 2009 году на посту премьер-министра Хаслера сменил Клаус Чючер, лидер партии Союз за отечество, до того занимавший в правительстве Хаслера пост заместителя премьер-министра.